# スペイン共和国亡命政府

スペイン共和国亡命政府
Gobierno de la República Española en el exilio (スペイン語)

国の標語: Plus Ultra（ラテン語）
更なる前進国歌: Himno de Riego（スペイン語）
リエゴ賛歌

スペイン共和国亡命政府（スペインきょうわこくぼうめいせいふ、スペイン語: Gobierno de la República Española en el exilio）は、1939年から1977年まで存在した、スペイン第二共和政を引き継ぐ亡命政府である。
スペイン内戦にてフランシスコ・フランコ率いる反乱軍が勝利し、本土を追われた政府はフランスのパリで亡命政府を樹立し、フランコ没後の1977年に本国で議会制民主主義が回復するまで存在した。

## 国際関係
第二次世界大戦後に政府と外交関係を結んでいた国家は以下の通り。
- メキシコ
- パナマ
- グアテマラ
- ベネズエラ
- ポーランド
- チェコスロバキア
- ハンガリー
- ユーゴスラビア
- ルーマニア
- アルバニア

尚、以下の国家は政府を承認していなかった。
- アメリカ合衆国
- イギリス
- フランス
- ソビエト連邦